# Triplectides fulvescens
Triplectides fulvescens är en nattsländeart som beskrevs av Navás 1936. Triplectides fulvescens ingår i släktet Triplectides och familjen långhornssländor. Inga underarter finns listade i Catalogue of Life.